# Fatale
Fatale – amerykańska seria komiksowa stworzona przez Eda Brubakera i Seana Phillipsa, publikowana przez Image Comics od 2012 do 2014 roku. Seria początkowo miała stanowić 12-częściowy zamknięty cykl, jednak w związku z dużą popularnością przedłużono ją o kolejne 12 numerów. Ukazywała się w oryginale jako dwumiesięcznik. Oprócz tego publikowana była w formie wydań zbiorczych liczących po kilka zeszytów. W tej formie w latach 2014–2016 seria ukazała się po polsku nakładem wydawnictwa Mucha Comics.

## Fabuła
Fatale nawiązuje do nurtu filmu noir i opowieści o zjawiskach paranormalnych. Jest kroniką życia Josephine, zwanej też "Jo", archetypu femme fatale, która od lat 30. XX wieku nie uległa starzeniu się. Jo ma też nadprzyrodzoną zdolność hipnotyzowania mężczyzn, którzy ulegają jej urokowi, czy tego chce, czy nie. Przez dziesiątki lat Jo stara się zrozumieć i kontrolować swoje zdolności, które chce posiąść tajemnicza sekta. Podczas swoich podróży Jo napotyka wielu ludzi, którzy ulegając jej urokowi, płacą za to wysoką cenę.
Narracja przeskakuje między różnymi okresami i punktami widzenia, przede wszystkim Jo i mężczyzn będących pod jej wpływem. Większość akcji w pierwszej serii rozgrywa się w latach 50., w drugiej – w 70., w trzeciej – w 30. i w czasie II wojny światowej, w czwartej w – 90.

## Tomy
| Nr | Wydanie polskie             | Wydanie oryginalne          | Zawartość tomów zbiorczych |
| -- | --------------------------- | --------------------------- | -------------------------- |
| 1  | Śmierć podąża za mną (2014) | Death Chases Me (2012)      | Fatale #1–5                |
| 2  | Diabelski interes (2015)    | The Devil's Business (2013) | Fatale #6–10               |
| 3  | Na zachód od piekła (2015)  | West of Hell (2013)         | Fatale #11–14              |
| 4  | Modlitwa o deszcz (2016)    | Pray For Rain (2014)        | Fatale #15–19              |
| 5  | Klątwa dla demona (2016)    | Curse the Demon (2014)      | Fatale #20–24              |